# КрАЗ-257
КрАЗ-257 — вантажний автомобіль, що випускався Кременчуцьким автомобільним заводом з 1965 року.
Кузов — дерев'яна платформа з трьома бортами, що відкриваються (бічні борти здвоєні). Кабіна — тримісна.

## Створення КрАЗ-257[1]
Станом на жовтень 1961 року. КрАЗ-257 це модернізований КрАЗ-219. Модернізація полягала у встановленні двигуна 8-циліндрового ЯМЗ-238 потужністю 240 к.с. при 2100 об/хв. та максимальному крутному моменті 90 кгм. Підвищення швидкості руху до 60 км/год досягнуто за рахунок збільшення числа обертів колінчатого валу двигуна. Прийнята 24-вольтова, однопровідна система електрообладнання. Застосовані дві акумуляторні батареї 6СТЭН-14ОМ. Маса автомобіля зменшена на 300 кг.

## Застосування
Автомобілі сімейства КрАЗ-257 високої прохідності призначалися для використання на будівництві, в кар'єрах і рудниках, буксирування вантажів, причепів та напівпричепів по дорогах з твердим покриттям і ґрунтовим дорогах.

## Модифікації
- КрАЗ-257 — базова модель, що виготовлялась Кременчуцьким автомобільним заводом з 1965 по 1977 рік.
- КрАЗ-257Б/Б1 — відрізнявся від КрАЗ-257 в основному наявністю роздільного приводу гальмування коліс по осях. Випускався Кременчуцьким автомобільним заводом з 1977 по 1994 рік.
- КрАЗ-257С — північний, для роботи при температурі до −60°С. Відрізнявся від КрАЗ-257 наявністю подвійного скління, теплоізоляції кабіни і акумуляторних батерей, шини і гумотехнічні вироби виготовлені з морозостійких матеріалів.

## Технічні характеристики
Технічні характеристики приведені для автомобіля КрАЗ-257Б1.
| Параметр                                                      | Параметр                                                    | Характеристика                                                                           | Характеристика                                                                           |
| ------------------------------------------------------------- | ----------------------------------------------------------- | ---------------------------------------------------------------------------------------- | ---------------------------------------------------------------------------------------- |
| Вантажопідйомність, кг                                        | Вантажопідйомність, кг                                      | 12 000                                                                                   | 12 000                                                                                   |
| Допустима маса причепа, кг                                    | Допустима маса причепа, кг                                  | 16 600                                                                                   | 16 600                                                                                   |
| Власна маса, кг                                               | на передню вісь                                             | 4 130                                                                                    | 10 285                                                                                   |
| Власна маса, кг                                               | на задній візок                                             | 6 155                                                                                    | 10 285                                                                                   |
| Повна маса, кг                                                | на передню вісь                                             | 4 600                                                                                    | 22 600                                                                                   |
| Повна маса, кг                                                | на задній візок                                             | 18 000                                                                                   | 22 600                                                                                   |
| Дорожні просвіти, мм:                                         | під передньою віссю                                         | 290                                                                                      | 290                                                                                      |
| Дорожні просвіти, мм:                                         | під середньою і задньою                                     | 290                                                                                      | 290                                                                                      |
| Радіус повороту, м:                                           | по осі сліду зовнішнього переднього колеса                  | 14,0                                                                                     | 14,0                                                                                     |
| Радіус повороту, м:                                           | зовнішній габаритний                                        | 14,7                                                                                     | 14,7                                                                                     |
| Максимальна швидкість, км/год                                 | Максимальна швидкість, км/год                               | 68                                                                                       | 68                                                                                       |
| Гальмівний шлях зі швидкості 40 км/год, м                     | Гальмівний шлях зі швидкості 40 км/год, м                   | 17,2                                                                                     | 17,2                                                                                     |
| Контрольна витрата палива при швидкості 40 км/год, л/100 км   | Контрольна витрата палива при швидкості 40 км/год, л/100 км | 36                                                                                       | 36                                                                                       |
| Двигун                                                        | Двигун                                                      | ЯМЗ-238, дизельний, чотирьохтактний, восьмициліндровий, V-подібний                       | ЯМЗ-238, дизельний, чотирьохтактний, восьмициліндровий, V-подібний                       |
| Діаметр циліндра і хід поршня, мм                             | Діаметр циліндра і хід поршня, мм                           | 130 × 140                                                                                | 130 × 140                                                                                |
| Робочий об'єм, л                                              | Робочий об'єм, л                                            | 14,86                                                                                    | 14,86                                                                                    |
| Ступінь стиснення                                             | Ступінь стиснення                                           | 16,5                                                                                     | 16,5                                                                                     |
| Порядок роботи циліндрів                                      | Порядок роботи циліндрів                                    | 1-5-4-2-6-3-7-8                                                                          | 1-5-4-2-6-3-7-8                                                                          |
| Максимальна потужність, к. с.                                 | Максимальна потужність, к. с.                               | 240 при 2100 об/хв                                                                       | 240 при 2100 об/хв                                                                       |
| Максимальний крутний момент, кгс·м                            | Максимальний крутний момент, кгс·м                          | 90 при 1500 об/хв                                                                        | 90 при 1500 об/хв                                                                        |
| ТНВД                                                          | ТНВД                                                        | восьмиплужерний                                                                          | восьмиплужерний                                                                          |
| Форсунки                                                      | Форсунки                                                    | закритого типу                                                                           | закритого типу                                                                           |
| Електрообладнання                                             | Електрообладнання                                           | 24 В                                                                                     | 24 В                                                                                     |
| Акумуляторна батарея                                          | Акумуляторна батарея                                        | 6СТ-182, 2 шт.                                                                           | 6СТ-182, 2 шт.                                                                           |
| Генератор                                                     | Генератор                                                   | Г282-А                                                                                   | Г282-А                                                                                   |
| Реле-регулятор                                                | Реле-регулятор                                              | РР127                                                                                    | РР127                                                                                    |
| Стартер                                                       | Стартер                                                     | СТ103                                                                                    | СТ103                                                                                    |
| Зчеплення                                                     | Зчеплення                                                   | дводискове сухе                                                                          | дводискове сухе                                                                          |
| Коробка передач                                               | Коробка передач                                             | п'ятиступенева з синхронізаторами на II, III, IV, V передачах                            | п'ятиступенева з синхронізаторами на II, III, IV, V передачах                            |
| Роздаточна коробка                                            | Роздаточна коробка                                          | двохступенева з міжосьовим центральним диференціалом                                     | двохступенева з міжосьовим центральним диференціалом                                     |
| Головна передача                                              | Головна передача                                            | подвійна: пара конічних і пара циліндричних шестерень                                    | подвійна: пара конічних і пара циліндричних шестерень                                    |
| Передавальні числа                                            | коробки передач                                             | І — 5,26; ІІ — 2,90; ІІІ — 1,52; IV — 1,00; V — 0,664; З. Х. — 5,48                      | І — 5,26; ІІ — 2,90; ІІІ — 1,52; IV — 1,00; V — 0,664; З. Х. — 5,48                      |
| Передавальні числа                                            | роздаточної коробки                                         | вища — 1,23, нижча — 2,28                                                                | вища — 1,23, нижча — 2,28                                                                |
| Передавальні числа                                            | головної передачі                                           | 8,21                                                                                     | 8,21                                                                                     |
| Рульовий механізм                                             | Рульовий механізм                                           | двоступінчастий з гідропідсилювачем, гвинт-гайка і рейка-сектор, передавальне число 23,6 | двоступінчастий з гідропідсилювачем, гвинт-гайка і рейка-сектор, передавальне число 23,6 |
| Підвіска                                                      | передня                                                     | на двох поздовжніх напівеліптичних ресорах, амартизатори гідравлічні телескопічні        | на двох поздовжніх напівеліптичних ресорах, амартизатори гідравлічні телескопічні        |
| Підвіска                                                      | задня                                                       | балансуюча на двох продольних напівеліптичних ресорах                                    | балансуюча на двох продольних напівеліптичних ресорах                                    |
| Гальма                                                        | робочі                                                      | барабанні на всі колеса з роздільним пневматичним приводом                               | барабанні на всі колеса з роздільним пневматичним приводом                               |
| Гальма                                                        | стоянникові                                                 | барабанні на трансмісію з механічним приводом                                            | барабанні на трансмісію з механічним приводом                                            |
| Гальма                                                        | допоміжні                                                   | двигунні                                                                                 | двигунні                                                                                 |
| Кількість коліс                                               | Кількість коліс                                             | 10+2                                                                                     | 10+2                                                                                     |
| Розмір шин                                                    | Розмір шин                                                  | 12,00 — 20                                                                               | 12,00 — 20                                                                               |
| Тиск повітря у шинах, кгс/см²                                 | передніх                                                    | 4,5                                                                                      | 4,5                                                                                      |
| Тиск повітря у шинах, кгс/см²                                 | задніх                                                      | 5,0                                                                                      | 5,0                                                                                      |
| Заправні об'єми, л, та рекомендовані експлуатаційні матеріали | паливний бак                                                | два по 165 — дизельне паливо                                                             | два по 165 — дизельне паливо                                                             |
| Заправні об'єми, л, та рекомендовані експлуатаційні матеріали | система охолодження двигуна                                 | 55 — вода або антифриз                                                                   | 55 — вода або антифриз                                                                   |
| Заправні об'єми, л, та рекомендовані експлуатаційні матеріали | система змащення двигуна                                    | 29 — влітку мастило М10В або М10В2, взимку — М8В або ДС-8                                | 29 — влітку мастило М10В або М10В2, взимку — М8В або ДС-8                                |
| Заправні об'єми, л, та рекомендовані експлуатаційні матеріали | повітряний фільтр                                           | 1,4 — мастило для двигуна                                                                | 1,4 — мастило для двигуна                                                                |
| Заправні об'єми, л, та рекомендовані експлуатаційні матеріали | картер рульового механізму                                  | 1,25 — мастило МТ-16п або ТАп-15В                                                        | 1,25 — мастило МТ-16п або ТАп-15В                                                        |
| Заправні об'єми, л, та рекомендовані експлуатаційні матеріали | картер коробки передач                                      | 6,0 — всесезонне мастило МТ-16 або ТС-14,5 з присадкою ЭФО                               | 6,0 — всесезонне мастило МТ-16 або ТС-14,5 з присадкою ЭФО                               |
| Заправні об'єми, л, та рекомендовані експлуатаційні матеріали | картер раздаточної коробки                                  | 14,5 — всесезонне мастило МТ-16 або ТС-14,5 з присадкою ЭФО                              | 14,5 — всесезонне мастило МТ-16 або ТС-14,5 з присадкою ЭФО                              |
| Заправні об'єми, л, та рекомендовані експлуатаційні матеріали | картер середнього та заднього мостів (кожного)              | 13,1 — мастило ТАп-15В                                                                   | 13,1 — мастило ТАп-15В                                                                   |
| Заправні об'єми, л, та рекомендовані експлуатаційні матеріали | амартизатори                                                | два передніх по 0,75 — мастило веретенне АУ                                              | два передніх по 0,75 — мастило веретенне АУ                                              |
| Маса агрегатів, кг                                            | двигун з обладнанням, зчепленням та коробкою передач        | 1 385                                                                                    | 1 385                                                                                    |
| Маса агрегатів, кг                                            | раздаточна коробка                                          | 327                                                                                      | 327                                                                                      |
| Маса агрегатів, кг                                            | карданні вали                                               | 186                                                                                      | 186                                                                                      |
| Маса агрегатів, кг                                            | передній міст                                               | 390                                                                                      | 390                                                                                      |
| Маса агрегатів, кг                                            | середній міст                                               | 810                                                                                      | 810                                                                                      |
| Маса агрегатів, кг                                            | задній міст                                                 | 810                                                                                      | 810                                                                                      |
| Маса агрегатів, кг                                            | рама                                                        | 973                                                                                      | 973                                                                                      |
| Маса агрегатів, кг                                            | кузов                                                       | 1 270                                                                                    | 1 270                                                                                    |
| Маса агрегатів, кг                                            | кабіна                                                      | 490                                                                                      | 490                                                                                      |
| Маса агрегатів, кг                                            | колесо в зборі з шиною                                      | 138                                                                                      | 138                                                                                      |
| Маса агрегатів, кг                                            | радіатор                                                    | 75                                                                                       | 75                                                                                       |

## На озброєнні
- Україна
- СРСР